# Antillostenochrus planicauda
Espèce
Antillostenochrus planicauda est une espèce de schizomides de la famille des Hubbardiidae.

## Distribution
Cette espèce est endémique de la province de Holguín à Cuba,. Elle se rencontre sur le Cerro Las Tinajitas à Rafael Freyre.

## Description
Les mâles mesurent de 3,38 à 3,93 mm et les femelles de 3,60 à 4,60 mm.

## Publication originale
- Teruel, 2003 : Adiciones a la fauna cubana de esquizómidos, con la descripción de un nuevo género y nueve especies nuevas de Hubbardiidae. (Arachnida: Schizomida). Revista Ibérica de Aracnología, vol. 7, p. 39-69 (texte intégral).